# Bitwa pod Termopilami

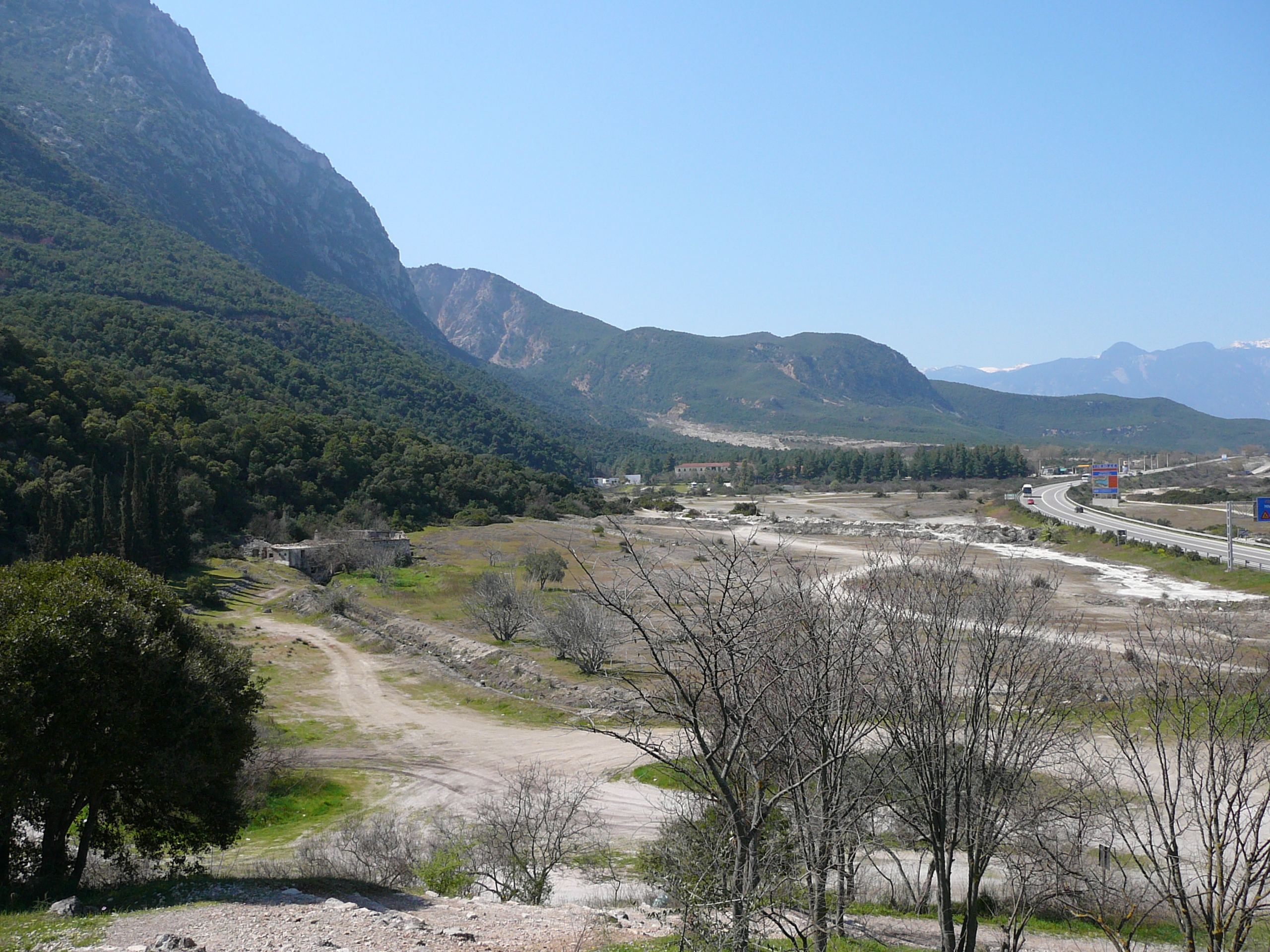
Brama Środkowa – widok z pagórka Kolonos, miejsca ostatniej walki, w kierunku pozycji perskich i gorących źródeł. Po lewej masyw Kallidromos górujący nad Termopilami. W starożytności linia brzegowa znajdowała się tam, gdzie kończy się trawa.

Bitwa pod Termopilami – starcie wojsk greckich z perskimi w sierpniu roku 480 p.n.e. na wąskim przesmyku Termopile w czasie II wojny perskiej. Ten niemający wielkiego znaczenia epizod szeregu wojen – toczonych od powstania jońskiego i pierwszej wojny perskiej, aż do podboju Persji przez Aleksandra Macedońskiego – utrwalił się jako symbol poświęcenia życia na polu bitwy.

## Przed bitwą
Wiosna roku 480 p.n.e. przyniosła Grekom złe wieści: w kierunku ich kraju rozpoczęła marsz z Azji ogromna perska armia lądowa dowodzona przez króla, Kserksesa I, zaś morzem – trzymając się blisko lądu – płynęła wielka flota. Persowie już drugi raz w ciągu dziesięciu lat próbowali podbić Grecję. Ich pierwsza wyprawa zakończyła się we wrześniu 490 roku p.n.e. porażką na równinie pod Maratonem. Falanga grecka pod wodzą Miltiadesa zgniotła wówczas siły perskie, zabiwszy 6400 Persów. Straty Greków były minimalne i wyniosły jedynie 192 zabitych.
Państwa greckie, choć podziwiały Ateny za ich zwycięstwo pod Maratonem, przywództwa militarnego w zbliżającym się konflikcie oczekiwały nie od nich, a od Sparty, która stała na czele symmachii, a do jej zwolenników należały sąsiadujące z Atenami i wrogo do nich nastawione Egina, Megara i Teby. Dlatego w Sparcie właśnie organizowano opór przeciw Persom. Ci ostatni zdawali sobie z tego sprawę i Kserkses, żądając od państw greckich symbolicznych dowodów uległości („ziemi i wody”), celowo omijał Ateny i Spartę, bo one właśnie miały być celem ataku.
Przyczyną perskiej inwazji był odwet za klęskę pod Maratonem, pomoc Aten udzielana powstańcom jońskim i ich udział w spaleniu Sardes, chociaż ani udział niewielkiej liczby ateńskich okrętów w powstaniu jońskim, ani straty poniesione pod Maratonem nie usprawiedliwiały tak wielkiej akcji militarnej. Do ataku zachęcali Kserksesa Pizystratydzi i tesalscy Aleadzi. Królowi królów kampania grecka – wobec tego, że panował już nad wieloma helleńskimi wyspami i całym północnym wybrzeżem Morza Egejskiego – wydawała się długotrwałym, lecz łatwym przedsięwzięciem. Pamiętając o stratach, jakie flota perska poniosła w roku 492 w czasie sztormu, kazał przekopać u nasady półwysep Athos w Chalkidyce, by okręty nie musiały oddalać się zbytnio od lądu.

### Pole bitwy
Przesmyk termopilski był – jak się wydawało – idealnym miejscem do obrony. W owym czasie z jednej strony znajdowały się strome, niedostępne stoki górskiego pasma Kallidromosu, zaś z drugiej głęboko wcinająca się w ląd Zatoka Maliakos Morza Egejskiego. W pierwszym przewężeniu (około 15 m szerokości) przesmyku, którym biegła droga nadmorska z Tesalii do Beocji i dalej do odległej o około 190 km stolicy Attyki, znajdował się stary mur kamienny, który Grecy przed bitwą dodatkowo wzmocnili. Przed i za bramką w murze przesmyk był nieco szerszy, by po około 1,5 km zwęzić się do jedynie 2 metrów szerokości, którędy mógł przejechać tylko jeden wóz. Dowodzący obroną Termopil król spartański Leonidas postanowił bronić się w tym półtorakilometrowym pasie między murem a dwumetrowym zwężeniem. Dawało mu to szansę – przynajmniej przez dłuższy czas – niwelowania przewagi liczebnej Persów. Jedyną niedogodnością, o czym Leonidas wiedział, była ścieżka górska prowadząca przez porośnięte dębami stoki górskie, którą można było obejść jego pozycję. Król spartański liczył jednak na to, że Persowie drogi tej nie odkryją, ale na wszelki wypadek posłał tam Fokijczyków, którzy zresztą sami się zaoferowali.
Dodatkowym zabezpieczeniem pozycji Leonidasa była flota Hellenów, która zajęła pozycje u przylądka Artemizjon na północnym krańcu Eubei, uniemożliwiając okrętom perskim wejście do wąskiej cieśniny między lądem stałym a tą wyspą.

### Siły
Liczebność obu armii jest dziś niemożliwa do ustalenia, choć podawana przez Herodota wielkość oddziału Leonidasa wydaje się bliższa prawdy niż ten fragment „Dziejów”, który naukowcy nazywają „katalogiem sił perskich”, a który Herodot przepisał – podając przegląd wojsk w Doriskos w Tracji – z dzieła Genealogiai Hekatajosa.

#### Armia perska

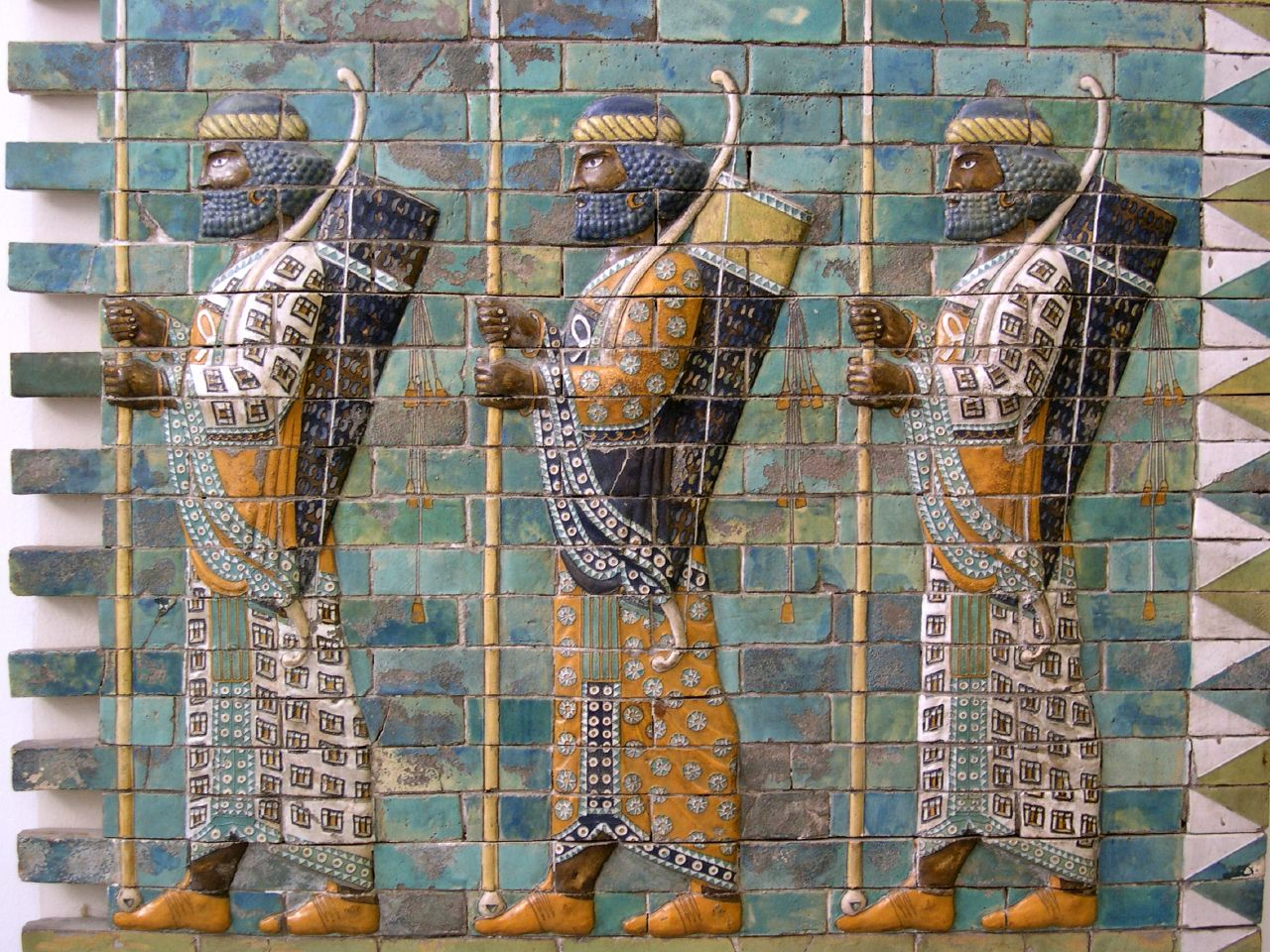
Wojownicy perscy (Muzeum Pergamońskie w Berlinie)

Olbrzymia armia, którą Kserkses prowadził przez Hellespont do Europy, miała liczyć według Herodota pięć milionów dwieście osiemdziesiąt trzy tysiące ludzi, w tym zdatnych do boju dwa miliony sześćset czterdzieści tysięcy. W rzeczywistości najprawdopodobniej nie była aż tak wielka – naukowcy powszechnie są zgodni, że cała wyprawa liczyła około 500 tys. ludzi, w tym 300 tys. wojowników. Była to i tak ogromna armia, a do jej zaopatrywania wykorzystywano magazyny pozakładane z wyprzedzeniem w Tracji i Macedonii oraz flotę, która poruszała się za wojskiem wzdłuż wybrzeża. Flota ta, znów według Herodota, składała się z 1207 trier i 3000 statków transportowych. Najszybsze były okręty fenickie, a największe eskadry pochodziły z Egiptu i Cypru; około 300 jednostek wystawić musiały ujarzmione miasta jońskie.
Górzysty teren Grecji bardzo spowalniał posuwanie się wielkich sił lądowych Persów w kierunku Aten. Choć nad Hellespontem i Strymonem przerzucono mosty, a wojowników poganiano batami, od opuszczenia przez Persów Abydos (Azja Mniejsza) do momentu wkroczenia do Attyki miało upłynąć pięć miesięcy. Grecy mieli więc czas na organizację obrony. Plan był prosty i zakładał obronę przesmyku termopilskiego u stóp gór Kallidromos. Przesmyk ten znajdował się na drodze do Aten, leżących w odległości jedynie 190 km na południe. Kserkses mógł próbować ominąć Termopile, wybierając drogę przez przełęcz Kytinion w Dorydzie, ale trasa ta miała swoje wady. Po pierwsze była to droga dłuższa, a po drugie armia Persów musiałaby odłączyć się od floty. Persowie nie wiedzieli także, czy w Beocji i Fokidzie nie wpadną w zasadzkę. Kserkses wybrał więc Termopile.
Przewaga armii perskiej nad grecką sprowadzała się nie tylko do liczebności, ale również posiadania sprawnej, ciężkiej konnicy huvaka oraz wozów bojowych, które – w bitwie na równinie – mogłyby pokonać grecką falangę. Wybór miejsca starcia przez Greków na przesmyku termopilskim spowodował, że te środki bojowe stały się bezużyteczne.

#### Armia grecka

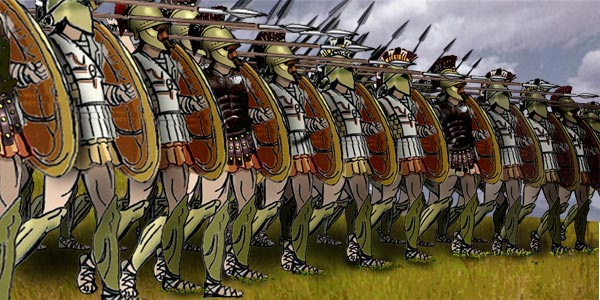
Falanga hoplitów greckich

Powstanie szyku falangi było możliwe dzięki wynalezieniu „argiwskiej” tarczy hoplon z podwójnym uchwytem. Wcześniej, w okresie zwanym „archaicznym”, wojownicy helleńscy posługiwali się tarczami osłaniającymi wprawdzie niemal całe ciało, ale wyposażonymi w jeden, centralnie położony uchwyt, co powodowało szybkie zmęczenie nadgarstka i przedramienia. Teraz uchwyt dla dłoni przesunięto ku krawędzi tarczy, a centralnie umieszczono pas mocujący przedramię żołnierza tuż poniżej łokcia. Drugim ważnym nabytkiem był „koryncki” hełm pozostawiający odsłonięte jedynie oczy i usta. Rozmiar tarczy (średnica ok. 100 cm) oraz fakt, że nie chroniła ona już całego ciała, spowodował, że żołnierze stawali w zwartej formacji, ramię przy ramieniu tak, by tarcza zachodziła za tarczę osłaniającą osobę z prawej.
Według Herodota wojska helleńskie składały się z 300 hoplitów spartańskich i 1000 towarzyszących im (lekkozbrojnych) periojków, 500 hoplitów z Mantinei, 500 z Tegei, 120 z Orchomenos w Arkadii, 1000 innych Arkadyjczyków, 400 Koryntian, 200 hoplitów z Flejus i 80 z Myken. W sumie wszystkich żołnierzy z Peloponezu było 4100. Ponadto do wojsk Leonidasa należał kontyngent z Beocji: 700 żołnierzy z Tespiów, 1000 z Malis, 1000 z Fokidy, „wszyscy” z Lokrydy Opunckiej i 400 z Teb (ci ostatni byli podejrzewani o „medyzm”, czyli sprzyjanie Persom, ale oddział jednak przysłali). W sumie armia Hellenów liczyć miała co najmniej 7200 zbrojnych.
Przed wyprawą Spartanie zwrócili się z prośbą o przepowiednię do wyroczni Apollina w Delfach. Pytia miała wówczas rzec, że w zbliżającej się wojnie albo zginie król Sparty, albo ich kraj opanują wrogowie. Po wielu naradach król Sparty Leonidas zdecydował się wybrać 300 najmężniejszych wojowników i razem z nimi stanął na czele całości sił greckich. Dobierając 300 wojowników, Leonidas zwracał uwagę na opanowanie rzemiosła wojennego, ale także zdaniem Herodota na to, by każdy z nich miał męskiego potomka. Spartanie zdawali sobie sprawę z przewagi liczebnej Persów i liczyli się z tym, że wyprawa będzie ich ostatnią batalią.

## Przebieg bitwy

### Pierwsze działania
Leonidas po przybyciu na przesmyk termopilski dowiedział się, że istnieje górska ścieżka, która pozwala Persom ominąć Termopile i wyjść na tyły jego wojsk. Wobec tego postanowił obstawić niebezpieczną ścieżkę oddziałami znających teren Fokijczyków. Liczył na to, że Persowie o istnieniu ścieżki się nie dowiedzą, a także na to, że jeśli się dowiedzą to, że tysiąc hoplitów zdoła powstrzymać próbę ewentualnej penetracji przejścia.
Kiedy Kserkses został powiadomiony o stojącej na przesmyku nieprzyjacielskiej armii, wysłał tam pojedynczego konnego zwiadowcę, który nie niepokojony przez spartiatów obejrzał ich obozowisko przed murem, widział, jak uprawiają ćwiczenia cielesne, czyszczą broń i trefią swe długie włosy. Po powrocie złożył dokładną relację, co króla rozśmieszyło. Kserkses zlekceważył słabszych liczebnie Greków i uwagi Demaratosa, który znajdował się w obozie perskim. Demaratos był wygnanym królem spartańskim i dobrze znał wartość bojową hoplitów ze Sparty, nazywając ich najdzielniejszymi mężami świata. Nie przekonał Kserksesa, który odczekał jeszcze cztery dni (mając nadzieję, że Grecy uciekną), po czym wysłał oddziały Medów i Elamitów (Herodot nazywa ich Kissjami) z zadaniem frontalnego ataku na pozycje Greków.
Według Herodota honor rozpoczęcia bitwy otrzymali hoplici z Tespiów, niedługo później zastąpili ich Spartiaci. W ciągu pierwszego dnia bitwy kolejne oddziały perskie przelewały się przez wąskie gardło między skałami, by paść pod ciosami zabójczych greckich włóczni. Dzięki bardzo dobremu wyszkoleniu oraz zdyscyplinowaniu hoplici mogli wykorzystać taktykę kontrataku. Herodot pisze, że udawali odwrót i w momencie, gdy Persowie poczuli się pewnie i atakowali z pełną szybkością, padał rozkaz, a Grecy odwracali się, zabijając kolejnych przeciwników. Z godziny na godzinę walka na przesmyku przeradzała się w rzeź. Pod koniec dnia Kserkses skierował do walki wyborowy oddział „nieśmiertelnych”, który także został zatrzymany przez helleńskich hoplitów. Król Persji nie mógł użyć w walce swojej konnicy, więc postanowił ciągłymi atakami zmusić Greków do wycofania się z przesmyku. Walka trwała do wieczora.

### Zdrada Efialtesa
Drugi dzień walk przyniósł Persom dalsze ciężkie straty. Grecy wydawali się nie do pokonania. Wojska perskie miały jednak tak ogromną liczbę wojowników, że straty, jakie ponosiły, nie martwiły Kserksesa. Wierzył, że w końcu uda się przełamać opór przeciwników. Tymczasem upłynął drugi dzień, a Persowie nadal nic nie zyskali. Kserkses zaczął zastanawiać się, jak na morale jego wojsk wpłynie dalsza walka w Termopilach. Jednak drugiego dnia walk do Kserksesa zgłosił się Grek z Trachis imieniem Efialtes. Licząc na nagrodę, doniósł królowi perskiemu, że istnieje ścieżka, dzięki której można obejść pozycje Greków i wyjść na ich tyły. Kserkses postanowił wykorzystać informację i zamknąć w kleszczach armię grecką. Wraz z Efialtesem, jako przewodnikiem, z obozu Persów ruszyli „nieśmiertelni” pod wodzą Hydarnesa. Pod wieczór byli już na ścieżce, która szerokim łukiem mijała najwyższe szczyty pasma Kallidromu. O świcie Fokijczycy usłyszeli szelest liści pod stopami nadchodzących i w pośpiechu zaczęli szykować się do bitwy. Spóźnili się jednak. „Nieśmiertelni” zepchnęli Fokijczyków w stronę szczytu i szybkim marszem ruszyli ku morzu, aby zaatakować od tyłu Greków na przesmyku.

### Trzeci dzień

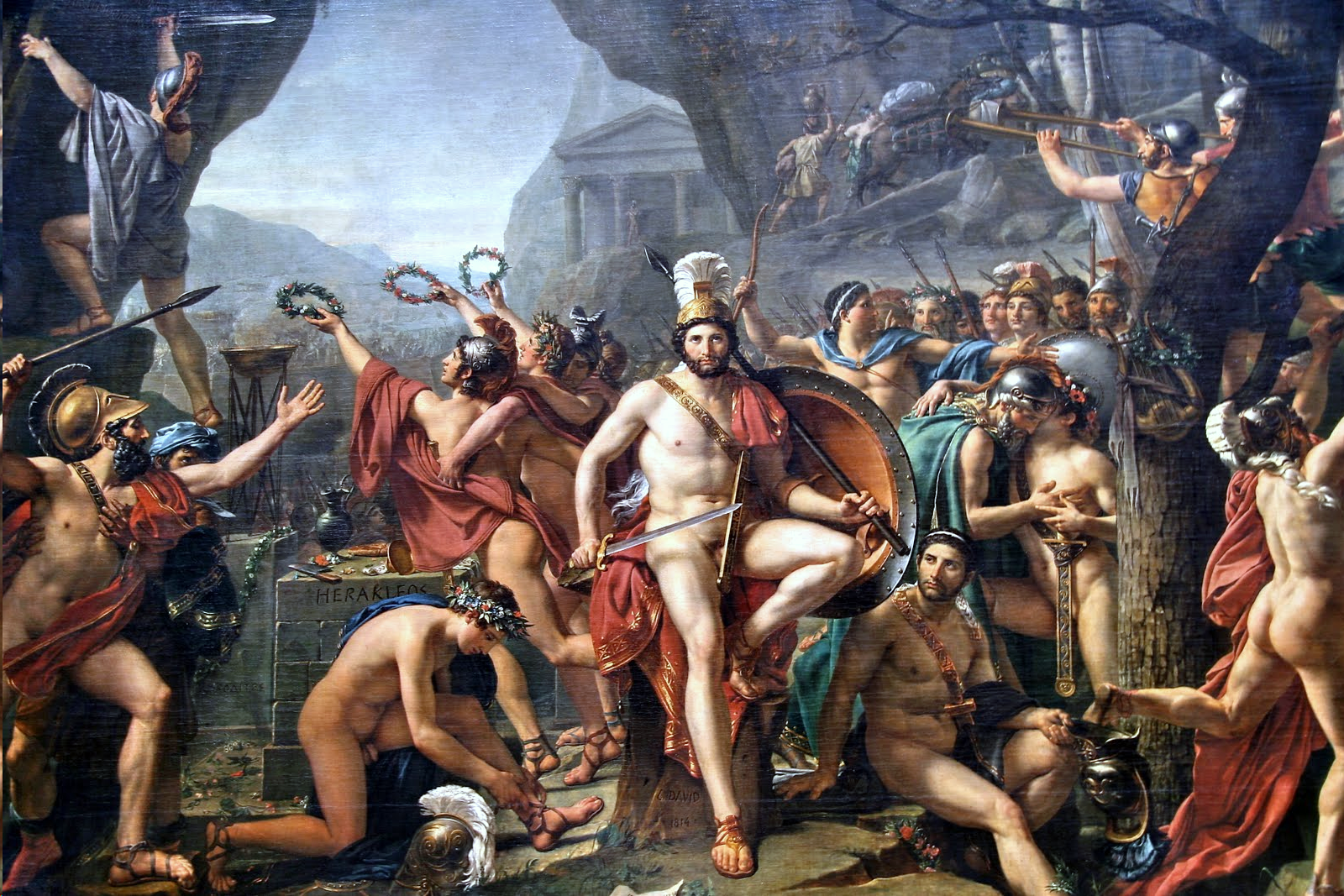
Leonidas pod Termopilami – obraz Davida z 1814 r.

Nad ranem trzeciego dnia do Leonidasa dotarła wiadomość od zbiegów i zwiadowców, że Persowie obchodzą Hellenów wspomnianą ścieżką. Król Sparty wiedział, że pozycja w Termopilach jest już stracona. Na naradzie dowódców postanowił on odesłać kontyngenty wszystkich miast greckich w stronę Aten, pozostając na przesmyku jedynie ze swymi Spartiatami. Wiedzieli oni, że misja, której się podejmują, jest samobójcza, ale Leonidas postanowił bronić przejścia do ostatniej chwili, żeby opóźnić marsz Persów zmierzających ku Attyce.
Herodot opowiada, że z 300 Spartan walczących pod Termopilami, dwóch, ze względu na chorobę oczu, nie mogło wziąć udziału w bitwie. Po powrocie do ojczyzny jeden z nich powiesił się, a drugi, chcąc odzyskać dobre imię, zginął w bitwie pod Platejami, wykazując się wielką odwagą. Razem ze Spartanami na placu boju pozostali hoplici z Tespiów (w liczbie siedmiuset pod wodzą Demofilosa), Tebańczycy (czterystu) i wieszczek Megistias, jedyny cywil biorący udział w tej bitwie. Leonidas poprowadził tych kilkuset wojowników do najwęższego miejsca przesmyku i tam czekał na atak Persów. Gdy ci przygotowywali się do ostatecznego szturmu, Spartanie uderzyli na nich znienacka. Grecy przebijali się przez poszczególne szeregi Persów, pozostawiając stosy trupów. Wkrótce pokruszyły się włócznie Greków i wyciągnęli oni swoje miecze. Walka trwała jeszcze czas jakiś (wtedy zginął Leonidas), aż nadeszła wieść, że od tyłu zbliżają się „nieśmiertelni”. Pozostali przy życiu hoplici wycofali się na pagórek Kolonos i tam walczyli do ostatniego.
Ciało Leonidasa na rozkaz Kserksesa zostało najpierw pozbawione głowy, a następnie ukrzyżowane, ciała pozostałych poległych spalono. Bitwa na przesmyku Termopile kosztowała Greków 4000 zabitych. Połowę tej liczby stanowili prawdopodobnie niewolnicy (heloci), którzy usługiwali spartańskim wojownikom. Straty armii greckiej wyniosły więc około 2000 żołnierzy. Do niewoli dostała się większość Tebańczyków, których na rozkaz Kserksesa napiętnowano „królewskim znakiem”. Persów poległo podobno 20 tysięcy. Co prawda bitwa zakończyła się dla Greków klęską militarną, ale mocno podbudowała ich morale. Starcie to nie miało większego – poza moralnym – wpływu na losy wojny. Persowie zajęli i spalili Ateny. Dopiero flota Hellenów jesienią tego roku, w bitwie pod Salaminą, zadecydowała o klęsce i wyparciu najeźdźców z Attyki.

## Po bitwie

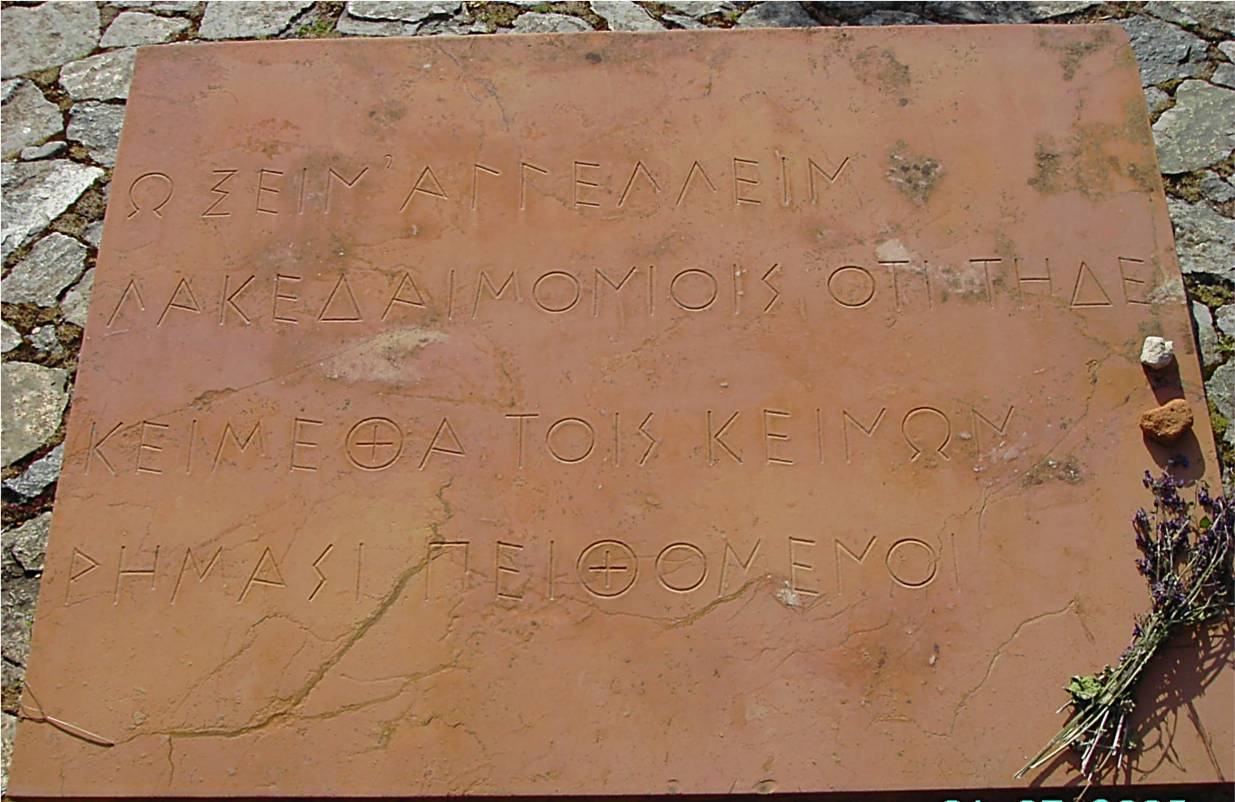
Epitafium na wzgórku Kolonos, upamiętniające trzystu Spartan

Na polu bitwy pod Termopilami, na kurhanie, w którym pochowano Spartan, znajduje się obecnie kamienna tablica z napisem:
Ω ξεῖν’ ἀγγέλλειν Λακεδαιμονίοις ὅτι τῇδε
κείμεθα τοῖς κείνων ῥήμασι πειθόμενοι.
Ō xein’, angellein Lakedaimoniois hoti tēide
keimetha tois keinōn rhēmasi peithomenoi.
Cudzoziemcze, powiedz Lacedemończykom, że tu spoczywamy, wierni ich prawom.
Inny napis, tzw. epitafium Symonidesa, upamiętniał śmierć wieszczka Megistiasa, jedynego cywila wśród poległych.
Bitwa była odzwierciedleniem spartańskich ideałów. Jednym z dowodów męstwa Spartan było zachowanie, na jakie się odważyli w obliczu pewnej śmierci – na propozycję Kserksesa, aby oddać przesmyk bez walki, Leonidas miał odpowiedzieć: „Chodź i weź” (gr. Μολών λαβέ). Te słowa wyryto na jego pomniku postawionym w 1955 roku. Z kolei gdy jeden z mieszkańców Trachis powiedział, że łucznicy perscy wystrzelą tyle strzał, że zaćmią słońce, spartański hoplita Dienekes odrzekł: „Świetnie, będziemy walczyć w cieniu”.
Według Herodota, po bitwie Grecy wystawili poległym bohaterom kamienny pomnik w kształcie lwa oraz trzy stele z żałobnymi epigramami, poświęconymi Leonidasowi, Megistiasowi oraz pozostałym.